# Marlene (nome)
Marlene  è un nome proprio di persona tedesco e inglese femminile.

## Varianti
- Inglese: Marleen[1], Marlena[1]
  - Ipocoristici: Marla[1]
- Tedesco: Marlen[1]

### Varianti in altre lingue
- Bretone: Marlene, Marleen
- Francese: Marlène[1]
- Norvegese: Marlene
- Olandese: Marleen[1]
- Polacco: Marlena[1]
- Sloveno: Marlena
- Svedese: Marlene

## Origine e diffusione
Marlene è un nome composto, ricavato dall'unione di Maria e Maddalena, e fa quindi riferimento a santa Maria Maddalena. Venne reso celebre in Germania dall'attrice Marlene Dietrich, all'anagrafe Maria Magdalene.
Non va confuso con i prenomi Marilyn e Marilena, che hanno etimologia differente. Il nome Arline viene in alcuni casi indicato come un derivato della variante Marleen.

## Onomastico
L'onomastico si può festeggiare in memoria di santa Maria Maddalena, commemorata il 22 luglio.

## Persone

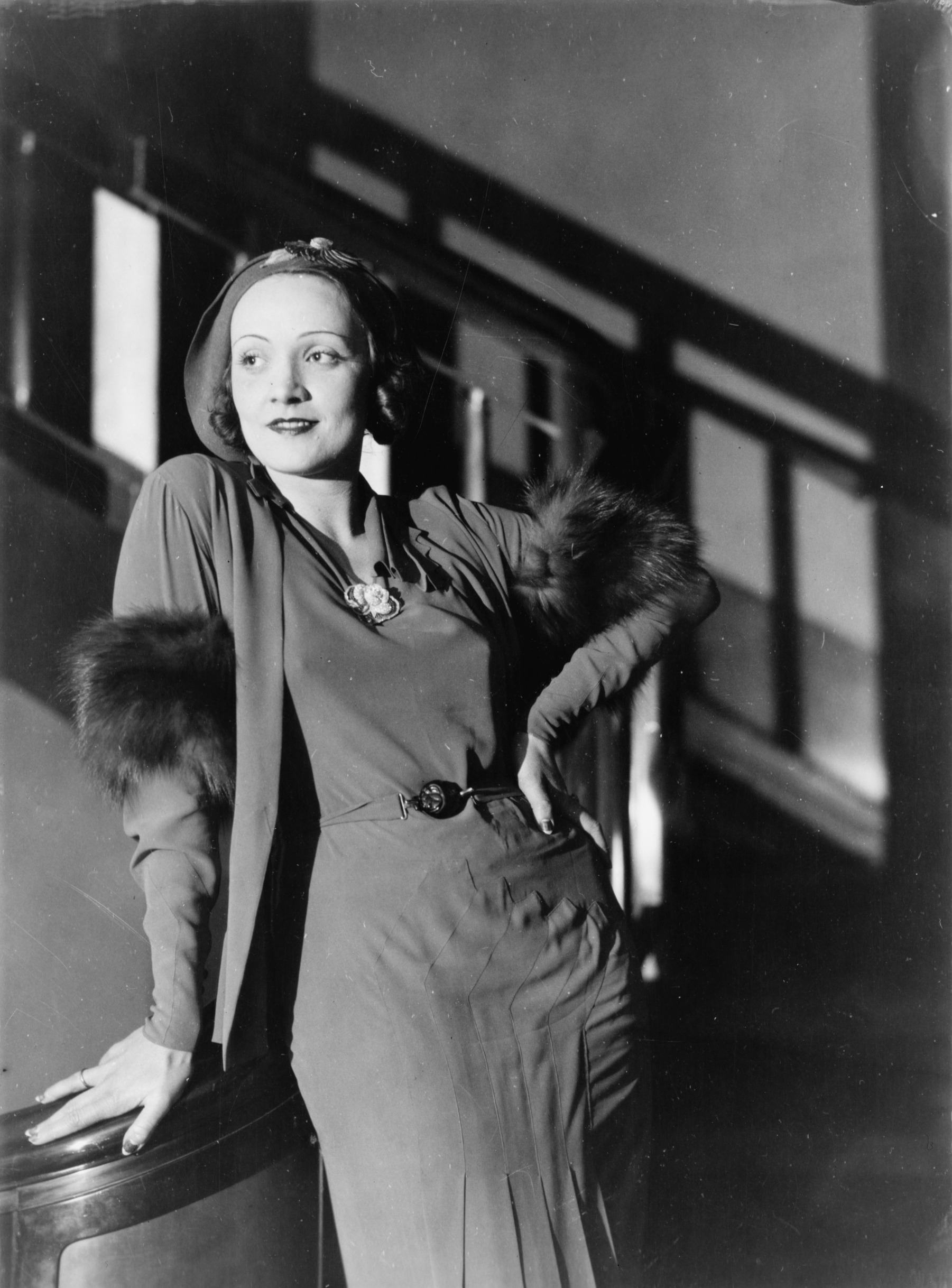
Marlene Dietrich

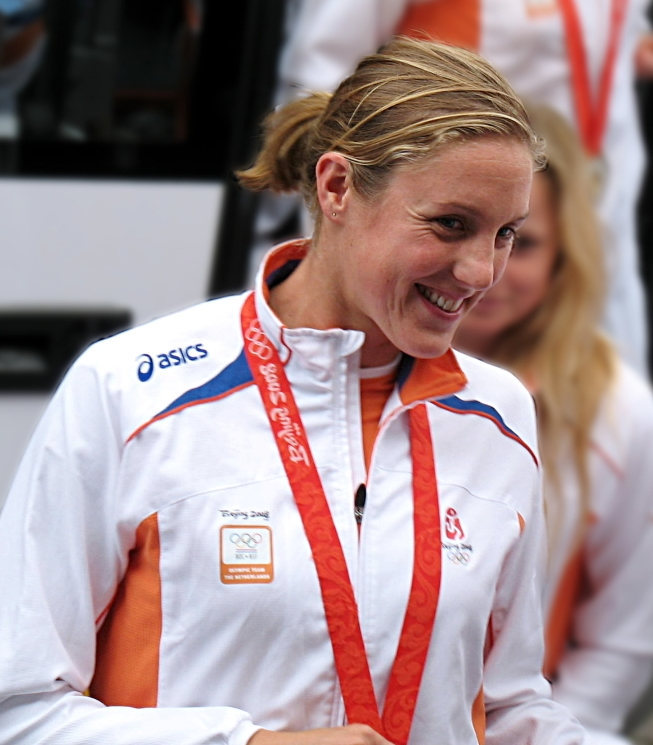
Marleen Veldhuis

- Marlene, cantante e attrice brasiliana
- Marlene Charell, ballerina, cantante e conduttrice televisiva tedesca
- Marlene Dietrich, attrice e cantante tedesca naturalizzata statunitense
- Marlene Dumas, artista e pittrice sudafricana
- Marlene Favela, attrice e modella messicana
- Marlene Font, schermitrice cubana
- Marlene Infante, schermitrice cubana
- Marlene Neubauer-Woerner, scultrice tedesca
- Marlene Schmidt, modella e attrice tedesca
- Marlene van Niekerk, scrittrice, poetessa e accademica sudafricana
- Marlene Weingärtner, tennista tedesca
- Marlene Worthington, schermitrice panamense

### Variante Marleen
- Marleen Gorris, regista olandese
- Marleen van Iersel, giocatrice di beach volley olandese
- Marleen Veldhuis, nuotatrice olandese

### Variante Marla
- Marla Adams, attrice statunitense

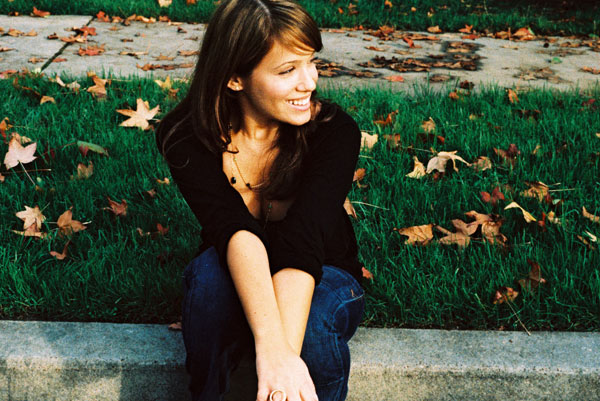
Marla Sokoloff

- Marla English, attrice statunitense
- Marla Gibbs, attrice e cantante statunitense
- Marla Landi, modella britannica
- Marla Pennington, attrice statunitense
- Marla Sokoloff, attrice e musicista statunitense

### Altre varianti
- Marlena, wrestler statunitense
- Marlène Harnois, taekwondoka canadese naturalizzata francese
- Marlène Jobert, attrice francese

## Il nome nelle arti
- Marlene è un personaggio della serie televisiva Dharma & Greg.
- Marlene è un personaggio del film per la televisione Fuga con Marlene.
- Marlene è un personaggio della saga Divergent, scritta da Veronica Roth.
- Marlene Alraune è un personaggio dei fumetti della serie Moon Knight.
- Marlène Dandieu è un personaggio del film del 1975 Frau Marlene, diretto da Robert Enrico.
- Marla Singer è un personaggio del film Fight Club del 1999.
- Kelly Marlene Taylor è un personaggio della serie televisiva Beverly Hills 90210.
- In campo musicale, Marlene On The Wall (titolo altre volte scritto Marlene on the Wall) è una canzone di Suzanne Vega.
- Marlene Kuntz è poi un gruppo noise rock italiano.
- Marlena è una ragazza di cui si parla in alcune canzoni dei Måneskin come Morirò da re, Torna a casa e L'altra dimensione.